# Цветанов, Цанко
Цанко Цветанов (болг. Цанко Николаев Цветанов; 6 января 1970, Свиштов) — болгарский футболист, защитник, участник чемпионата мира 1994 года и чемпионата Европы 1996 года в составе сборной Болгарии. Трёхкратный чемпион Болгарии в составе «Левски» (1993—1995), чемпион Болгарии в составе «Этыр» (Велико-Тырново) (1991), двукратный обладатель Кубка Болгарии в составе «Левски».
После завершения карьеры игрока занялся тренерской деятельностью. В 2008—2009 гг — помощник тренера Станимира Стойлова в клубе «Литекс» (Ловеч). В 2009—2010 — помощник Стойлова в сборной Болгарии. В 2011—2012 годах сам тренировал клуб «Этыр» и вывел его в высшую лигу болгарского чемпионата. В 2013—2014 — помощник Стойлова в клубе «Ботев» (Пловдив).
Летом 2014 года по приглашению земляка — нового тренера казахстанской «Астаны» Станимира Стойлова стал тренером-методистом клуба.

## Достижения
- Орден «Стара-планина» I степени (20 июля 1994 года)[6]
- Почётный гражданин Велико-Тырново.
- Почётный гражданин Софии.

### Как игрок
- Четырёхкратный чемпион Болгарии («Этыр», 1991 и «Левски», 1993—1995)
- Двукратный обладатель Кубка Болгарии («Левски», 1994, 2002)

### Как тренер
- Победитель Профессиональной футбольной группы «Б» Болгарии («Этыр», 2012)